# Водорезівка
Водорезівка — колишнє селище в Україні, підпорядковувалося Бригадирівській сільській раді Ізюмського району Харківської області.
Дата зникнення невідома.
Село знаходилося східніше Бабенкового, за 2 км від лівого берега річки Сухий Ізюмець. За 1 км пролягає автомобільний шлях Р-79, відстань до міста Ізюм — 7 км.

## Принагідно
- Місце на мапі
- Мапіо